# 江崎友基子
江崎 友基子（えざき ゆきこ、1974年9月8日 - ）は、日本のフリーアナウンサー。大阪府高槻市出身。血液型はAB型。

## 略歴
金蘭短期大学英文科の卒業後に、サントリーへの勤務を経て、地元の関西を拠点にフリーアナウンサーとして活動。2004年4月から神奈川県横浜市都筑区にて関東を拠点に活動し、2012年3月までセント・フォースに所属していた。この間には、結婚と女児（双子）の出産を経験している。
2012年度からは、一家揃って中華人民共和国で生活していたため、公の活動を休止していた。日本へ帰国した後の2017年4月から、関西で活動を再開。再開後はセイプロダクションに所属している。

## エピソード
小学校から高校までバスケットボール部に入部。女子プロレスラーのRayと仲が良く、試合にもよく行っていた。

### 「おはよう朝日です」時代
活動の拠点を関西から関東へ移すまでは、朝日放送（当時）の看板番組『おはよう朝日です』で、宮根誠司が同局のアナウンサーとして平日版の司会を務めていた時期にアシスタントを担当していた。担当期間中には視聴者から絶大な人気を博していて、放送日の朝に、いわゆる「出待ちファン」が朝日放送の本社前で見られたほどであった。
アシスタントとしての担当期間は2001年4月からの3年間で、卒業翌年の2005年4月から喜多ゆかり（朝日放送アナウンサー）が11年半にわたって担当するまでは、歴代の担当者で最も長く出演していた。番組からの卒業を控えていた2004年3月に、卒業記念企画の一環で「篠山ABCマラソン」フルマラソンの部に参加。無事に完走した。

## 担当番組
- ぷらっと健康（2017年4月29日 - 、びわ湖放送）

以下の番組はいずれも、朝日放送ラジオで放送。
- 林智美の日曜ミッケ（朝日放送グループが運営する通信販売サイト「ABCミッケ」との連動番組、2021年4月4日 - 、毎週日曜日6:30 - 6:45） - 商品プレゼンター
- おはようパーソナリティ小縣裕介です（2023年4月5日 - ） - 水・木曜日のアシスタント
  - 『おはよう朝日です』と同じ時間帯で2022年3月29日から月 - 木曜日に編成されている生ワイド番組で、初代のアシスタントを全曜日にわたって務めてきたいがらしあみの後任の1人として起用（月・火曜分の後任は元・福井放送アナウンサーの板垣菜津美）。『日曜ミッケ』は収録番組であるため、早朝の生放送番組へのレギュラー出演は、『おはよう朝日です』のアシスタントを卒業してから初めてである[6]。

### 過去
- おはよう朝日です（2001年4月〜2004年3月、ABCテレビ）
- 評判!なかむら屋（2009年10月 - 2010年3月、ABCテレビのテレビショッピング番組）
  - 日本各地の名産品などを、喫茶店のマスターに扮した「なかむら」（ABCテレビの中邨雄二アナウンサー）に紹介する「常連客」（リポーター）の1人として出演。
- お元気ですか日本列島（2004年4月〜9月・NHK総合）
- BSニュース50（2004年4月〜番組終了（2004年10月）・NHK衛星第1）
  - NHK BSニュース（番組開始（2004年11月）〜2005年3月・NHK衛星第1）
- 列島ニュース（2005年2月・NHK衛星第1）
- 日テレNEWS24（CS）
  - アフタヌーンジャーナル24
  - イブニングニュース24
- 土曜ドラマ「チェイス〜国税査察官〜」第2話（2010年4月24日・NHK） レポーター 役
- ABCニュース (朝日放送ラジオ) - 同局が担当をフリーアナウンサーに委託している時間帯（日曜日の午前10・11時台など）に、2023年3月まで週替わりで出演。